# Tarek Rasouli
 (février 2023).
Pour les articles homonymes, voir Rasouli.
Tarek Rasouli (né en 1974) est un ancien freerider professionnel allemand de BMX et de VTT. Depuis un accident en 2002, il est devenu paraplégique. Il est aujourd'hui directeur de son agence de marketing sportif et de communication Rasoulution à Munich, Allemagne. Rasouli est considéré comme une « légende parmi les vététistes et les freeriders » et était « l'un des vététistes les plus connus. »

## Biographie
Tarek Rasouli a grandi à Munich. Il a commencé à faire du BMX à l'âge de neuf ans en 1983. Au début des années 1990, il est devenu membre du club d'entraînement University of BMX, avec lequel il s'est entraîné aux États-Unis. Après avoir terminé ses années scolaires, il est retourné aux États-Unis pour participer à des compétitions. Vers 1994, il est passé du BMX aux VTT. Avec son vélo BMX, Rasouli a remporté le championnat de la ville de Munich, la Württemberg-Cup, et il a aussi été champion de Bavière ainsi que champion d'Allemagne. Avec son ami Igor Obu, ils ont aussi fait des spectacles. Ils ont par exemple enjambé 24 personnes et atteint une hauteur de 1,07 mètre. Rasouli a également été photographié comme modèle pour des publicités, des catalogues et des calendriers. Il a été en couverture d'un grand nombre de magazines internationaux de vélo.
Dans la station canadienne de Sun Peaks, un accident se produit le 23 juillet 2002 lors du tournage du film Kranked 5,. Après un saut de 17 mètres, Rasouli s'est rendu compte qu'il avait sauté trop loin. Il a lâché le vélo et a chuté d'une hauteur de six mètres, se cassant la première vertèbre lombaire. Depuis, il est devenu paraplégique. Après une phase de rééducation intensive, Tarek a commencé à écrire des chroniques sur le monde du VTT pour des magazines et a finalement été contacté pour organiser un événement. Motivé par l'envie d'enthousiasmer les gens au-delà de la communauté des riders, il a choisi un lieu près de Constance, au bord du lac de Constance, et a misé sur les bonnes vibrations et l'ambiance de fête.
Le Ride to the Lake est devenu plus tard le Red Bull District Ride, le plus grand événement urbain de freeride, qui a réuni dans la vieille ville de Nuremberg des dizaines de milliers de spectateurs. La dernière édition s’est déroulée en septembre 2022. Ce fut le point de départ de sa propre entreprise, Rasoulution, une agence internationale de marketing sportif et de communication basée à Munich. En tant que manager d'athlètes, il a découvert des stars actuelles de la scène cycliste comme Fabio Wibmer, Danny MacAskill, Erik Fedko ou Emil Johansson, et en gère encore de nombreuses aujourd’hui.
Depuis 2005, Rasouli est ambassadeur de la fondation Wings for Life, qui s'engage pour la guérison de la paraplégie. Il est également cofondateur et membre du conseil d'administration de l'association FMBA (Freeride Mountain Bike Association). En 2022, Tarek Rasouli a été intronisé au Mountainbike Hall of Fame et fait ainsi partie du cercle très sélect des plus grands de ce sport. Il n'est que le cinquième Allemand à être admis dans l'enceinte sacrée du Marin Museum of Bicycling à Fairfax, en Californie,.